# Obervieland
Obervieland, Bremen-Obervieland (dolnoniem. Övervieland) — dzielnica miasta Brema w Niemczech, w okręgu administracyjnym Süd, w kraju związkowym Brema. 
Dzielnica leży nad lewym brzegiem Wezery.